# Исаково (Волоколамский район)
Исаково — деревня в Волоколамском районе Московской области России. Относится к Ярополецкому сельскому поселению, до реформы 2006 года относилась к Ильино-Ярополецкому сельскому округу.

## Население
| 1852 | 1859 | 1926 | 2002 | 2006 | 2010 | 2013 |
| ---- | ---- | ---- | ---- | ---- | ---- | ---- |
| 176  | ↗177 | ↗210 | ↘4   | ↘0   | →0   | ↗1   |
| 2014 | 2015 | 2016 |      |      |      |      |
| →1   | →1   | →1   |      |      |      |      |

## Расположение
Деревня Исаково расположена на левом берегу реки Колпяны (бассейн Иваньковского водохранилища), примерно в 15 км к западу от центра города Волоколамска. В 2,8 км к югу от деревни проходит федеральная автодорога «Балтия» М9. Ближайшие населённые пункты — деревня Васильевское и село Ильинское. В деревне пять улиц — Васильковая и Центральная, 1-й, 2-й и 3-й проезды.

## Исторические сведения
В «Списке населённых мест» 1862 года Исаково (Исакова) — владельческая деревня 1-го стана Волоколамского уезда Московской губернии по левую сторону Московского тракта, от границы Зубцовского уезда на город Волоколамск, в 15 верстах от уездного города, при колодцах, с 24 дворами и 177 жителями (96 мужчин, 81 женщина).
По данным на 1890 год входило в состав Яропольской волости Волоколамского уезда, число душ мужского пола составляло 97 человек.
В 1913 году — 49 дворов и земское училище.
В материалах Всесоюзной переписи населения 1926 года указаны Большое Исаково (139 жителей, 33 хозяйства, школа, сельсовет) и Малое Исаково (71 житель, 14 крестьянских хозяйств.
С 1929 года — населённый пункт в составе Волоколамского района Московской области.